# Mikhaïl Kóliuixev
Mikhaïl Kóliuixev   (Duixanbé, 28 d'abril de 1943 - 9 de juny de 2024) va ser un ciclista soviètic que va córrer durant els anys 60 del segle xx. Va guanyar tres medalles, dues d'elles d'or, als Campionats del món de Persecució per equips.

## Palmarès
- 1965
  -  Campió del món de Persecució per equips, amb Serguei Terésxenkov, Stanislav Moskvín i Leonid Vukolov
- 1967
  -  Campió del món de Persecució per equips, amb Stanislav Moskvín, Víktor Bíkov i Dzintars Latsis